# Gmelina sessilis
Gmelina sessilis là một loài thực vật có hoa trong họ Hoa môi. Loài này được C.T.White & W.D.Francis ex Lane-Poole mô tả khoa học đầu tiên năm 1925.